# Liua tsinpaensis
Liua tsinpaensis är en groddjursart som först beskrevs av Liu och Hu in Hu, Zhao 1966.  Liua tsinpaensis ingår i släktet Liua och familjen Hynobiidae. IUCN kategoriserar arten globalt som sårbar. Inga underarter finns listade i Catalogue of Life.